# Tom Scheffler
Thomas Mark « Tom » Scheffler, né le 27 octobre 1954, à Saint-Joseph, dans le Michigan, est un ancien joueur américain de basket-ball. Il évolue durant sa carrière au poste de pivot. Il est le frère du basketteur Steve Scheffler.

## Palmarès
- Champion de France 1987